# Jataí (São Paulo)
Jataí (na grafia arcaica Jatahy) foi uma vila do estado de São Paulo, criada em 1887, pela elevação da freguesia anteriormente pertencente ao município de Silveiras. Era composta pelos povoados de Sapé, o qual era sede da vila, Santa Cabeça e Itagaçaba. Pela proximidade com o centro urbano que se desenvolvia em Cruzeiro, o povoado do Itagaçaba era o mais populoso, contando com praticamente toda a população da vila.
O município foi extinto em 1935, sendo os povoados do Sapé e Santa Cabeça anexados ao município de Cachoeira Paulista e o povoado de Itagaçaba anexado ao município de Cruzeiro.
Hoje, o bairro Sapé é um bairro rural pouco povoado e o antigo prédio da Câmara do Vereadores, nele situado, é destinado a um projeto social para acolhimento de moradores de rua de Cachoeira Paulista. Ainda existe o cemitério do local, porém não recebe sepultamentos e está em ruínas sem nenhuma manutenção ou forma de preservação pela arquidiocese de Lorena, que é responsável pelo local, onde está sepultado o Pe. João Graciano de Farias, fundador do Santuário de Santa Cabeça.
O Santuário de Santa Cabeça funciona normalmente, sendo considerado o menor Santuário Mariano do mundo. Missas são realizadas aos sábados e domingos e o local recebe milhares de fiéis ao longo do ano.
O bairro Itagaçaba é hoje o bairro mais populoso do município de Cruzeiro, com cerca de 10 mil habitantes.